# Ososzniki
Ososzniki (biał. Асошнікі; ros. Осошники) – wieś na Białorusi, w obwodzie brzeskim, w rejonie prużańskim, w sielsowiecie Zieleniewicze.
Dawniej wieś i chutor. W dwudziestoleciu międzywojennym leżały w Polsce, w województwie białostockim, w powiecie wołkowyskim. 